# Chi Sagittarii
Chi Sagittarii (Chi Strzelca, χ Sagittarii) – oznaczenie Bayera dla gwiazdy wielokrotnej w konstelacji zodiakalnej (gwiazdozbiorze) Strzelca. Układ składa się z:
- χ1 Sagittarii, 47 Sgr, HR 7362, HIP 95477 – układ więcej niż jednej gwiazdy[1]
- χ2 Sagittarii, 48 Sgr, HIP 95486[2]
- χ3 Sagittarii, 49 Sgr, HR 7363, HIP 95503[3]

## Radioastronomia
15 sierpnia 1977 roku skanując obszar nieba około 2,5 stopnia na południe od grupy gwiazd Chi Sagittarii odebrano sygnał Wow!.